# Palmerston Fort

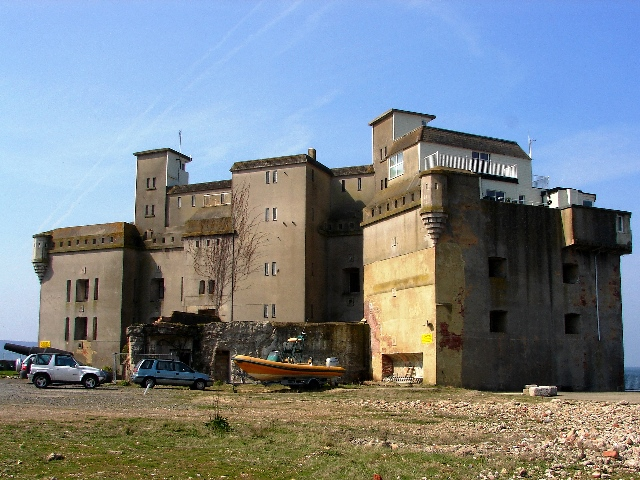
Fort Albert, eines der Palmerston Forts auf der Isle of Wight

Die Palmerston Forts sind eine Gruppe von Festungen und ähnlichen Strukturen an der Küste von Großbritannien.
Die Forts wurden im viktorianischen Zeitalter wegen der Befürchtungen über die Stärke der französischen Marine und nach einer eifrigen Debatte im Parlament über die Rechtfertigung der Kosten nach den Anforderungen der Royal Commission on the Defence of the United Kingdom 1860 gebaut. Ihr Name kommt von ihrem Bezug zu Lord Palmerston, der damals Premierminister war und die Idee unterstützte.
Die Anlagen wurden auch Palmerston's Follies genannt, zum Teil auch, weil die Bewaffnung der ersten ihrer Art landeinwärts zeigte, um Portsmouth vor einem landgestützten Angriff zu bewahren. Dies erweckte den Eindruck, dass sie falsch ausgerichtet seien, um einen französischen Angriff abzuwehren. Ein anderer Grund war ihr fraglicher militärischer Wert und eine Lexikondefinition von Folly lautet „ein teurer Zierbau ohne praktischen Wert“. Sie wurden kritisiert, weil bei ihrer Fertigstellung jede Sorge vor einem Angriff aus Frankreich vorüber war, hauptsächlich wegen des Deutsch-Französischen Krieges von 1870 und weil ihre Geschütztechnologie inzwischen veraltet war. Palmerston Forts waren das kostenintensivste und ausgedehnteste System fester Verteidigungsbauwerke, das jemals im Vereinigten Königreich zu Friedenszeiten geschaffen wurde.
Etwa sechzig Jahre vorher gab es eine vergleichbare Periode des Baus von Verteidigungsanlagen. Damals wurden einige Hundert Rundtürme für denselben Zweck errichtet (hauptsächlich entlang der Küsten von Sussex, Kent und Suffolk zum Schutz Londons), die Martello-Türme genannt wurden. Aber diese waren zur Zeit des Baus der Palmerston Forts bereits überholt.
Die neuen Verteidigungsanlagen wurden zum Schutz einer Reihe von Schlüsselgebieten an den Küsten von Großbritannien, Irland und den Kanalinseln gebaut, z. B.
- auf Alderney
- bei Belfast
- bei Berehaven
- am Bristolkanal
- bei Chatham
- am Clyde
- bei Cork
- bei Dover
- auf der Isle of Wight
- bei Milford Haven
- in East Anglia und an der nördlichen Themse
- in North East England
- bei Plymouth
- im Portland Harbour
- bei Portsmouth
- am Lough Swilly
- an der Südküste Englands (soweit nicht vorher erwähnt)
- bei Tenby